# Columna Vendôme
La columna Vendôme és un monument parisenc situat a la Plaça Vendôme, al primer districte de la ciutat. Al llarg dels anys ha estat nomenada també Columna d'Austerlitz. Va ser erigida per ordre de Napoleó Bonaparte, per a celebrar la seva victòria en la batalla d'Austerlitz. S'hi pot arribar des de les estacions de metro de Madeleine, Tuileries i Opéra.

## Descripció
Té una alçada de 44 metres i 3,60 de diàmetre mitjà. Està coronada per una estàtua de Napoleó Bonaparte vestit de general romà, esculpida per Auguste Dumont, i que el seu nebot, Napoleó III, va manar erigir. Està folrada d'una xapa colada amb el bronze dels canons arrabassats pels francesos a l'enemic en la batalla d'Austerlitz, decorada amb baixos relleus que representen escenes de guerra. Diversos artistes van participar en el seu disseny i decoració. Entre els més destacats figuren: 
- Jean-Joseph Foucou, autor de sis baixos relleus.
- Louis Boizot.
- Bosio.
- Bartolini.
- Claude Ramey.
- Charles-Louis Corbet.
- Henri-Joseph Rutxhiel.
- Jacob Edmond Dumont.[2]

Una escala interior permet accedir a la part superior on existeix un petit mirador. En la seva base hi ha una placa en la qual es pot llegir en llatí: NEAPOLIO IMP AVG MONVMENTVM BELLI GERMANICI ANNO MDCCCV TRIMESTRI SPATIO DVCTV SVO PROFLIGATI EX AERE CAPTO GLORIAE EXERCITVS MAXIMI DICAVIT.
Va reemplaçar una efigie de la República que al seu torn havia reemplaçat una estàtua de Lluís XIV. El seu disseny s'inspira en la Columna de Trajà, amb l'excepció que aquest monument, situat a Roma, està enterament realitzat en marbre.
A París existeixen altres monuments similars com la Columna de Juliol, a la Plaça de la Bastilla.

## Història
En els successos de la Comuna de 1870 després de la Guerra Franco-prussiana, la columna va ser derrocada, degut al fet que era considerada com un monument a la barbàrie, al militarisme, així com una negació del dret internacional. El pintor Gustave Courbet, responsabilitzat dels fets, va ser empresonat i condemnat a pagar les despeses de la seva reparació, el que va aconseguir arruïnar-lo. Poc després de la comuna, la columna va ser restaurada i així es conserva fins avui.